# Tachypleus gigas
Tachypleus gigas, comúnmente conocido como cangrejo herradura del Indo-Pacífico, cangrejo herradura indonesio, cangrejo herradura indio o cangrejo herradura del sur, es una de las cuatro especies existentes (vivas) de cangrejo herradura. Se encuentra en aguas costeras del sur y sureste de Asia a profundidades de hasta 40 m (130 pies).

## Descripción
Crece hasta unos 50 cm (20 pulgadas) de largo, incluida la cola, y está cubierto por un caparazón resistente que mide unos 26,5 cm (10,4 pulgadas) de ancho.
Tachypleus gigas tiene un exoesqueleto quitinoso de color verde salvia. Al igual que otros cangrejos herradura, el caparazón de T. gigas consta de uno frontal más grande (el prosoma) y uno trasero más pequeño, con bordes de espinas (el opistosoma). Hay seis pares de apéndices/patas prosomales, que consisten en un pequeño par frontal frente a la boca y cinco patas más grandes para caminar/empujar a cada lado de la boca. Las branquias en libro se encuentran en la parte inferior del opistosoma. Tienen una cola larga y espinosa conocida como telson. La cola tiene una cresta dorsalmente y es cóncava ventralmente, dándole una sección transversal esencialmente triangular.
A pesar del nombre científico T. gigas, el pariente cercano Tachypleus tridentatus alcanza un tamaño mayor. Ambos son considerablemente más grandes que Carcinoscorpius rotundicauda. El caparazón que protege el prosoma también tiene dos pares de ojos: un par de ojos simples en el frente y un par de ojos compuestos colocados lateralmente. Al igual que otros cangrejos herradura, T. gigas también tiene ojos ventrales cerca de las piezas bucales y fotorreceptores en la columna caudal.

### Diferencia sexual
Al igual que las otras especies, las hembras de T. gigas crecen más que los machos. En promedio, en Sarawak, Malasia, las hembras miden unos 42 cm (17 pulgadas) de largo, incluida una cola de unos 20 cm (7,9 pulgadas), y su caparazón (prosoma) mide unos 22 cm (8,7 pulgadas) de ancho. En comparación, el promedio de los machos es de unos 34 cm (13 pulgadas) de largo, incluida una cola de unos 17,5 cm (6,9 pulgadas), y su caparazón mide unos 17,5 cm (6,9 pulgadas) de ancho. Hay algunas variaciones geográficas en el tamaño promedio, pero la mayoría son similares o algo más pequeñas que las de Sarawak. Un caso atípico son los individuos de Bengala Occidental en India, donde el ancho promedio del caparazón es de solo 17 cm (6,7 pulgadas) y 14 cm (5,5 pulgadas) en hembras y machos, respectivamente. Las hembras más grandes de la especie alcanzan una longitud total de más de 50 cm (20 pulgadas) y pueden pesar más de 1,8 kg (4,0 libras).
Además de su tamaño más pequeño, los machos tienen un caparazón más pálido y áspero, actúan como huéspedes de un mayor número de epibiontes, tienen seis (en lugar de tres) largas espinas a cada lado del caparazón posterior, y sus dos pares frontales de patas para caminar, apéndices prosomales dos y tres, tienen ganchos (son como tijeras en las hembras). Los juveniles (ambos sexos) también tienen seis largas espinas a cada lado del caparazón trasero, similar a los machos adultos.

## Distribución y hábitat

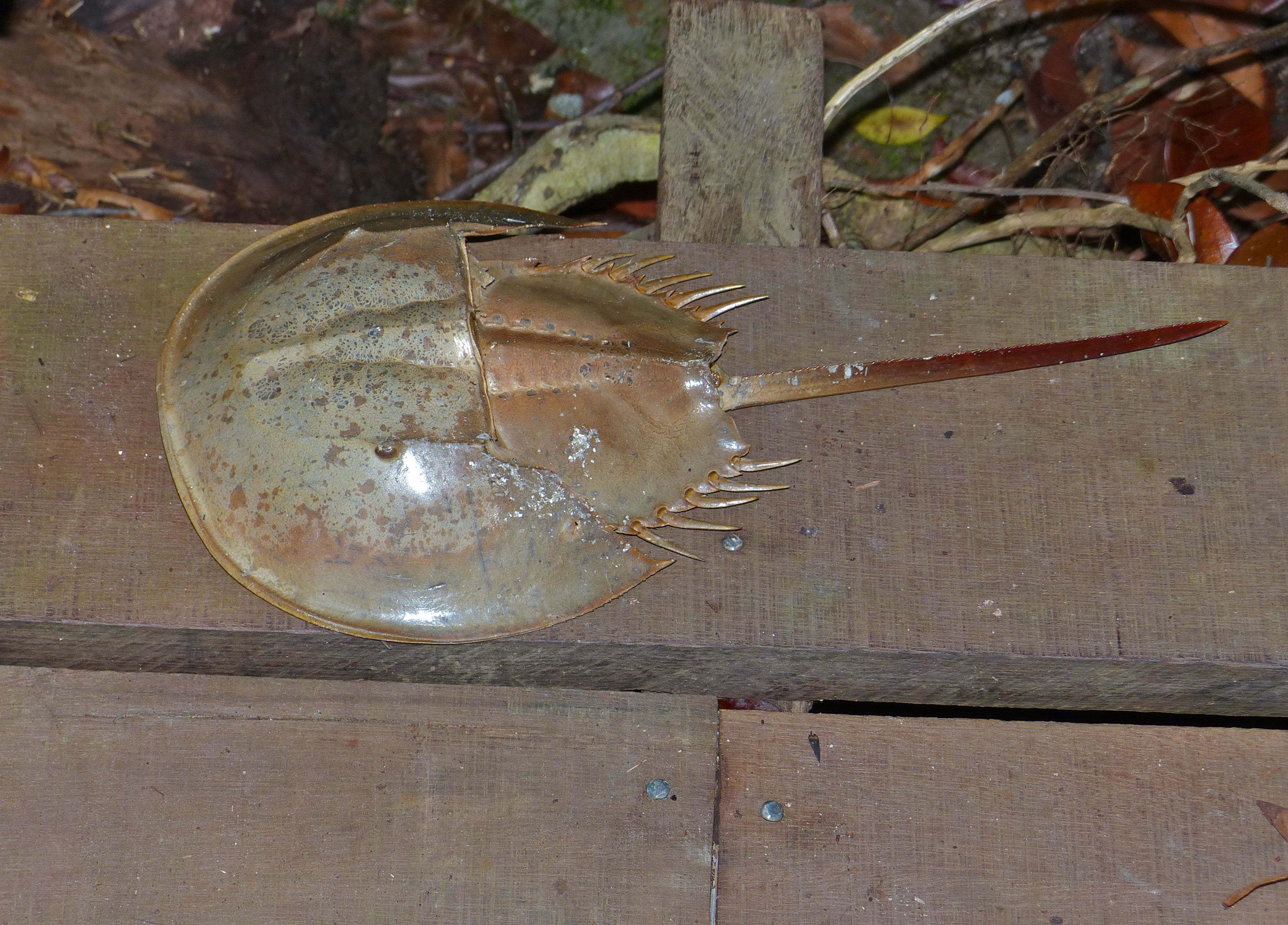
Ejemplar en Sarawak, Malasia.

Tachypleus gigas es una de las tres especies vivas de cangrejos herradura en Asia, las otras son Tachypleus tridentatus y Carcinoscorpius rotundicauda. La cuarta especie viviente, Limulus polyphemus, se encuentra en América. T. gigas se encuentra en el sur y sureste de Asia tropical, desde la bahía de Bengala hasta el mar de China Meridional, con registros de India, Malasia, Singapur, Indonesia, Tailandia, Vietnam y Filipinas. Aunque faltan registros, es probable que también ocurra en Myanmar.
Tachypleus gigas habita praderas de pastos marinos, costas arenosas y fangosas a profundidades de hasta 40 m (130 pies); es el único cangrejo herradura que se ha observado nadando en la superficie del océano. Ocurre tanto en aguas marinas como salobres en salinidades de hasta 15 PSU, pero sus huevos solo eclosionan por encima de 20 PSU.

## Cría
El ciclo de vida de T. gigas es relativamente largo e involucra una gran cantidad de estadios. Los huevos miden aproximadamente 3,7 mm (0,15 pulgadas) de diámetro. Las larvas recién nacidas, conocidas como larvas de trilobites, no tienen cola y miden 8 mm (0,31 pulgadas) de largo. Se cree que los machos pasan por 12 mudas antes de alcanzar la madurez sexual, mientras que las hembras pasan por 13 mudas.

## Ecología
La dieta de T. gigas se compone principalmente de moluscos, detritos y poliquetos, que busca en el fondo del océano. Se ha observado que los cuervos comunes dan la vuelta a T. gigas y se comen la parte inferior blanda, mientras que las gaviotas solo atacan a los individuos que ya están varados boca abajo.
Dado que los cangrejos herradura no mudan después de haber alcanzado la madurez sexual, a menudo son colonizados por epibiontes. Las diatomeas dominantes son especies de los géneros Navicula, Nitzschia y Skeletonema. Entre los organismos más grandes, la anémona de mar Metridium, el briozoo Membranipora, el percebe Balanus amphitrite y los bivalvos Anomia y Crassostrea son los colonos más frecuentes de T. gigas. Los epibiontes más raros incluyen algas verdes, platelmintos, tunicados, isópodos, anfípodos, gasterópodos, mejillones, pelecípodos, anélidos y poliquetos.

## Taxonomía
Tachypleus gigas fue descrito por primera vez por Otto Friedrich Müller en 1785. Originalmente se colocó en el género Limulus, pero Reginald Innes Pocock lo transfirió al género Tachypleus en 1902.
Se estima que Tachypleus gigas se separó de las otras especies asiáticas de cangrejo herradura  hace 52,5 millones de años. Si bien está claro que el cangrejo herradura americano Limulus polyphemus es distinto de las restantes especies existentes de cangrejo herradura, las relaciones dentro de los cangrejos herradura asiáticos siguen siendo inciertas. T. gigas tiene un número de cromosomas de 2 n = 28, en comparación con 26 en T. tridentatus, 32 en Carcinoscorpius y 52 en Limulus.